# Mikro-ÖV
Unter Mikro-ÖV versteht man, vor allem im österreichischen Sprachgebrauch, eine kleinräumige und bedarfsgesteuerte ÖPNV-Sonderform, die den klassischen ÖPNV ergänzt oder ersetzt.
Nach dem zuständigen Bundesministeriums für Klimaschutz sind Mikro-ÖV-Systeme lokale und kleinregionale Systeme des öffentlichen Verkehrs, die vor allem in ländlichen Regionen eingesetzt werden. Schwach ausgelastete Linienbusse werden durch flexible Angebote wie Ridepooling oder Anrufsammeltaxis ersetzt. Damit soll das Verkehrsangebot in den Regionen verbessert und der öffentliche Verkehr wirtschaftlicher werden.
Das Konzept ist im Regierungsprogramm der Bundesregierung Kurz II verankert. Es gibt Bestrebungen, die Mikro-ÖV-Systeme auch in das 1-2-3-Ticket zu integrieren.
Derzeit (Stand 06/2021) gibt 265 Mikro-ÖV-Systeme in Österreich in 683 Gemeinden.
Beispiele für Mikro-ÖV sind:
- go-mobil in Kärnten
- ISTmobil in Kärnten, Steiermark, Niederösterreich, Vorarlberg und Deutschland (Braunschweig)